# Bill Barnard
William Edward Barnard, mieux connu sous le nom de Bill Barnard, né le 29 janvier 1886 à Carterton et mort le 12 mars 1958 à Auckland, est un homme politique néo-zélandais. Membre de l'aile gauche du Parti travailliste, qu'il quittera en 1940 pour cofonder le Parti travailliste démocrate, il est notamment président de la Chambre des représentants de 1936 à 1943.

## Études et débuts
Fils d'horloger, il quitte l'école à l'âge de treize ans et travaille comme garçon de bureau pour un avocat. Il étudie par la suite le droit à l'Université Victoria de Wellington, et devient solicitor (avocat) en 1908. S'installant un temps à Te Aroha, il y est membre du conseil municipal de 1911 à 1913 - sa première expérience de la politique.
En 1915 il rejoint le Royaume-Uni et s'engage dans l'armée pour participer à la Première Guerre mondiale. Il est déployé dans le corps médical de l'armée de février 1916 à mars 1918, notamment en Égypte, puis comme soldat dans l'artillerie en Palestine. Il revient en Nouvelle-Zélande en août 1919 et reprend son métier d'avocat. En 1925 il devient barrister (avocat plaidant).

## Carrière politique
Il devient membre du Parti travailliste en 1923, et membre du comité exécutif national du parti dès l'année suivante. Il contribue à forger la position du parti sur les questions foncières. Il se présente aux élections législatives de 1925, défiant sans succès le Premier ministre conservateur Gordon Coates dans sa propre circonscription à Kaipara. Il est toutefois élu député de la circonscription de Napier (précédemment détenue par la droite) aux élections législatives de 1928. Lorsque la Grande Dépression frappe le pays, il milite pour une politique de travaux publics pour créer des emplois dans sa circonscription. Le 3 février 1931, la ville de Napier est ravagée par un tremblement de terre. Le lendemain, il devient vice-président du comité de secours aux sinistrés, et milite auprès du gouvernement pour obtenir les fonds nécessaires à la reconstruction de la ville. Très apprécié par les électeurs de sa circonscription, il est réélu confortablement en 1931 et en 1935.
Les élections de 1935 portent les Travaillistes au pouvoir pour la première fois, emmenés par Michael Savage. Après avoir été considéré brièvement pour le poste de ministre de la Justice, Barnard est choisi pour celui de président de la Chambre des représentants - devenant, en mars 1936, le premier Travailliste à occuper cette fonction. Bien qu'étant « un ardent défenseur des traditions », Barnard adopte « un style plus décontracté que ses prédécesseurs », et participe aux débats en comité parlementaire, rompant avec l'usage pour un président de la Chambre.
Politiquement, il n'est pas toujours en accord avec Michael Savage, le Premier ministre. Barnard, « pieux Anglican et socialiste chrétien », est un partisan actif de la théorie du crédit social, que ne partage pas le gouvernement. Par ailleurs, il estime ouvertement que la Nouvelle-Zélande ne fait pas assez pour se préparer, militairement, au risque d'une nouvelle guerre mondiale, face à la montée des fascismes en Europe. Pour autant, lorsque son ami proche et de longue date John Lee, principale figure de l'aile gauche radicale du parti, critique de manière violente et acharnée un Savage gravement malade, Barnard lui reproche sa virulence. Mais lorsque Lee est expulsé du parti en mars 1940, Barnard quitte également les Travaillistes.
Lee et Barnard cofondent le Parti travailliste démocrate, que Barnard souhaite bâtir sur « un fondement d'éthique chrétienne ». Il demeure président de la Chambre des représentants, avec l'accord de ses pairs. Il se concentre sur les questions internationales, et devient en 1941 le président cofondateur de la Société pour un rapprochement avec la Russie (Society for Closer Relations with Russia). Il devient aussi président de la branche néo-zélandaise de l'Institut des Relations Intra-Pacifique (Institute of Pacific Relations), organisation non-gouvernementale de promotion de la coopération entre États en bordure de l'océan Pacifique. Il visite plusieurs pays asiatiques et devient « l'un des principaux experts sur le bouddhisme en Nouvelle-Zélande ». Il préside le Conseil néo-zélandais pour l'adoption d'enfants réfugiés chinois, et ce alors que la Nouvelle-Zélande est traditionnellement fermée à l'immigration asiatique. Ses efforts dans ce domaine lui valent d'être décoré de l'ordre de l'Étoile brillante par le gouvernement chinois de Tchang Kaï-chek en 1948.
En avril 1843, « fatigué du comportement égocentrique et autocrate de Lee », Barnard rompt avec son ami et quitte le nouveau parti. Il se présente comme candidat sans étiquette dans sa circonscription de Napier aux élections législatives du mois de septembre, et est largement battu par le candidat travailliste Tommy Armstrong. Il se retire de la politique nationale, et s'établit à Tauranga, dont il devient le maire de 1950 à 1952. Il se concentre sur son métier d'avocat. En 1957, un an avant sa mort, il est fait commandeur de l'ordre de l’Empire britannique.